# EON TV
EON TV je OTT (over-the top) usluga, hrvatskog pružatelja telefonskih, internetskih i usluga televizije operatera Telemach iz grupacije United Group. U Hrvatskoj usluga je pokrenuta 24. lipnja 2021. godine te omogućuje korisnicima gledanje televizijskih programa putem interneta.

## Ponuda
U Hrvatskoj su dostupna tri paketa EON TV-a, ovisno o količini TV programa i dostupnog video sadržaja:
- EON START TV, nudi više od 80 televizijskih kanala te više od 5 tisuća video naslova,
- EON FULL TV, nudi više od 180 kanala te više od 14 tisuća video naslova,
- EON PREMIUM TV, nudi više od 190 kanala te više od 25 tisuća video naslova. [2]

## Vanjske poveznice
- Službena web stranica usluge EON TV
- Službena web stranica Telemacha u Hrvatskoj
- Službena web stranica United Group